# Вербиця (Стрийський район)
Ве́рбиця — село в Україні, у Стрийському районі Львівської області.

## Назва
За однією версією, моє рідне село Вербиця нарекли такою милозвучною назвою через те, що в ньому росте багато верб.
Верба — ніжне дерево, миле і дороге серцю українця, тісно пов'язане з його життям та побутом. Здавна супроводжує людські поселення і оселі. Нею обсаджували ставки, береги річок, озера, дороги. Адже верби укріпляють береги, стримують зсуви, у посушливих місцях зупиняють піщані зноси, а зволожені ґрунти осушують. Верба — незамінний фітомеліорант у наших умовах.
Верби — надто вологолюбиві рослини. Вербові прутики — надійний засіб пошуку джерел води. Народна мудрість це давно запримітила — де ростуть верби, там водні джерела чисті. Згадайте слова народної пісні: Ой у полі вербиченька, Там стояла криниченька.
Не випадково з давніх-давен криниці копали під вербою.
Верби над ставом — традиційна риса українського села. «Де срібна вербиця — там здорова водиця». Справді, верба — найнадійніший природний фільтр. У річці воду для пиття, як правило, брали під вербицею. А де копали колодязі, то на дно клали вербову дощечку, а невеличку, завбільшки з долоню, у відро з водою. Це дезенфікує воду, поліпшує смакові якості завдяки «вербового духу», що надають смолисті речовини.
Світоглядне значення поняття «верба» розкриває етимологія цього слова. Складається воно з двох слів «вер» i «ба». В давнину ці слова відповідно означали «всесвіт» i «матір». В українській мові подвійну матір, тобто матір матері й сьогодні називають «баба», «бабуля» «бабця» та іншими словами, похідними від подвоєння «ба». Слово має коріння у первісних культах Праматері світу. Й до сьогодні кам'яні культові зображення Праматері, що стояли на узвишшях могил по всій Україні, називають бабами.
Слово «вер» також дуже давнє. Величність позначуваного ним явища — Всесвіту — відбилась в багатьох українських словах, які ніби засвідчують величність та перевагу цього слова над іншими. Деякими з них ми користуємося і сьогодні. Це слова «верх», «вершина», «вершити», «верхів'я», «верхній», «зверхник», «верховода», «верховина» тощо.
В українській мові суфікс -иця вказує не лише на зменшувальне значення, його можна виділити і в таких словах: молодиця, гаківниця, винниця, болотниця, косовиця, полуниця, суниця, полотниця і т. д. Цей суфікс у зазначених словах вказує не на значення зменшувальності, а на місце знаходження (поміж верб, на болоті, поміж сосон та ін.).
Таке вшанування верби підкреслює значимість символіки цієї рослини для України і українського народу. Як символ Матері Всесвіту, а точніше її тотем-дерево, верба відігравала значну роль в обрядах і ритуалах українських релігійних і народних свят. Перед Великоднем цілий тиждень святкувалось вшанування Матері Всесвіту — верби. I досі збереглись спрощені та перекручені деякі обряди цього свята й назва — «вербний тиждень», «вербна неділя», «вербиця».
З вербою пов'язані і українські прізвища: Верба, Вербицький, Вербилівський, Вербин, Вербинець, Верб'яний, Верблян, Вербовець тощо У козацький реєстрах зустрічаємо прізвища — прізвиська: Верба, Вербенко, Вербило, Вербота, Вербята, Лозинець, Лозинський, Лозицький тощо
Згідно з іншою версією назва села походить від того, що тут вербували (наймали, набирали) людей до війська для боротьби з чужоземцями.
В Україні тотожних назв населених пунктів дуже багато. На основі адміністративно-територіального поділу, назви з коренем «верба» зустрічаються не тільки в інших регіонах України, а й за кордоном. Так, наприклад, село Вербиця зустрічаємо у Шумському районі Тернопільської області та поблизу Томашова Любельського у Люблінському воєводстві Республіки Польща.

## Географія
Село розташоване за 25 кілометрів на схід від колишнього районного центру — міста Жидачева й за 12 кілометрів від залізничної станції Ходорів та за 76 кілометрів на південний схід від обласного центру — міста Львова.
Село розташоване у південно-західній частині природного району Опілля. Середня висота села над рівнем моря становить 272 метри. Географічні координати с. Вербиця 49° 23′ північної широти, 24° 24′ східної довготи. Вербиця лежить за півтора кілометри від автошляху між містами Ходоровом та Рогатином. Біля села Вербиця пролягає автомагістраль міжобласного значення Стрий — Бережани — Тернопіль.
Село межує із селами: Вовчатичами та Садками — на північному заході, Сугровом — на південному заході. На сході село Вербиця межує із селами Рогатинського району Івано-Франківської області: Помонятами, Княгиничами, Воскресінцями, на півночі — з Долинянами.

### Природа
Вербиця знаходиться у помірно-континентальному кліматичному поясі. Середня температура липня +18С, січня −4,5С, середня річна -+ 6,8С. Річна кількість опадів 650 мм, більшість з них (450 мм) випадає у теплий період року. Абсолютний максимум повітря -+35С, абсолютний мінімум −32С. Сніговий покрив не тривкий, через часті відлиги взимку. Чітко виражені пори року, однак їх тривалість неоднакова через нестійкість, мінливість погоди.
Село багате на землі середньої родючості. Однак останнім часом у зв'язку з розвалом колективного господарства збільшилася кількість землі, яку ніхто не використовує для обробітку.
Вербиця славиться дуже доброю водою, є тут понад п'ятнадцять джерел, з яких стало випливає чиста холодна вода. Джерела, у переважній більшості, знаходяться в межах села або поблизу нього і в народі їх ще називають криничками. Майже всі вони мають питну воду і, як би не була оформлена криничка, якщо вода придатна для пиття, біля неї є посудина, щоб перехожий міг напитися та втамувати спрагу.
У селі протікають кілька невеликих потоків, які живлять водою ставок, а дальше несуть свої води у річку Свірж, що знаходиться у сусідньому селі Воскресінцях Рогатинського району.
На території села Вербиці, в урочищі Гайок, є значні поклади керамічних та цегельних глин.

## АТУ
Вербиця — колишній центр Вербицької сільської ради. Територія сільської ради займала площу 494,5 тис. м². Сільській раді були підпорядковані чотири населених пункти: Вербиця, Вовчатичі, Садки, Сугрів. У сільській раді працювало 15 депутатів, 8 членів виконкому. Зараз Вербиця центр старостинського округу Ходорівської міської територіальної громади.

## Історія
Багато сотень років учені працюють над проблемою виникнення населених пунктів на Прикарпатті. У більшості історичних досліджень науковці зводять свої думки до глибинних періодів давнини.
Село Вербиця належить до історичної території, яка називається Галичиною. Цей західноукраїнський регіон внаслідок політичних подій в історії України, що призводили до поділу українських земель, починаючи з XIV століття підпадав під владу Польщі, Литви (1349—1772 рр.), Австрії (1772—1918 рр.), Росії (1809—1815 рр.), Польщі (1918—1939 рр.), Радянської імперії (1939—1991 рр.).
У плині часу, хаосі, воєн та різних життєвих колізіях уціліло не дуже багато архівних документів про село. Так, історичні відомості про першу згадку с. Вербиця сягають XV століття. Перша письмова згадка про село датується 1445 роком. Про ранній період його розвитку поки що майже немає інформації. Існує твердження, що село могло виникнути ще в давньоруські часи. Скільки прожито літ і пережито бід моїми далекими пращурами… Літопис села має багату, а заодно й трагічну історичну спадщину. Згадуваний 1445 рік — перша, на даний час, віднайдена письмова згадка про Вербицю.
У податковому реєстрі 1515 року в селі документується 2 лани (близько 50 га) оброблюваної землі.
Як і більшість старовинних поселень, Вербиця розташовувалася в місці, пристосованому до оборони. У XVIII столітті згадувалися в документах поля «За Окопом» та «На Острові». Ці назви наводять на думку про існування в цьому місці якогось укріплення. Є припущення, що навколо цього укріплення знаходилися вириті рови та кілька великих ставків, які допомагали тримати оборону перед ворогами-нападниками. На випадок небезпеки разом із сім'ями наші пращури могли заховатись в збудованому укріпленні. Джерела польського періоду про таке укріплення не згадують, тому є підстава вважати, що до середини XV століття воно вже не існувало.
З найдавніших часів перші поселенці села будували глинобитні будівлі — хати та приміщення для худоби. Хати та інші будівлі покривали очеретом та китицями із житньої соломи. Будинки для житла будували одно- та двокімнатні. Перші хати поселян стояли недалеко теперішнього центру села. В найдавніші часи хати були курними, без димоходів. В хаті мурували велику піч з припічком, на якому спали. У великих сім'ях були широкі лавиці, на яких спала челядь.
У кожній сім'ї була скриня для одягу. Сільські столяри згодом навчилися робити дерев'яні ліжка та бамбетлі. В ліжках накладали солому і покривали плахтами.
Мешканці села займались, крім землеробства, розведенням великої рогатої худоби, свиней, овець і коней а також попутно різними ремеслами (бондарством, ковальством, шевством, кравецтвом тощо).
Вмілому розміщенню Вербиці сприяло те, що через село протікало кілька потоків, з яких поселяни могли брати воду для приготування їжі, поїти коней та худобу.

## Політика

### Парламентські вибори, 2019
На позачергових парламентських виборах 2019 року у селі функціонувала окрема виборча дільниця № 460350, розташована у приміщенні школи.
Результати
- зареєстровано 263 виборці, явка 48,29 %, найбільше голосів віддано за «Слугу народу» — 21,26 %, за «Європейську Солідарність» — 20,47 %, за «Голос» — 14,96 %.[3] В одномандатному окрузі найбільше голосів отримав Андрій Кіт (самовисування) — 51,18 %, за Андрія Гергерта (Всеукраїнське об'єднання «Свобода») — 12,60 %, за Володимира Гаврона (Голос) — 10,24 %[4].

## Економіка
Територію села перетинає високовольтна лінія Західноукраїнської електропідстанції (напругою 750 кВ), а з 1983 року через Вербицю проходить магістральний експортний газопровід «Дружба», який з'єднує газові родовища півночі Західного Сибіру Російської Федерації із споживачами в Європі.
Запаси глини в свій час використовувалися на колгоспному цегельному заводі для випікання будівельної цегли для потреб господарства.
Село газифіковане та електрифіковане.

## Населення
Станом на 1 січня 2009 року населення Вербицької територіальної громади становить 2340 чоловік, з них жителів с. Вербиця — 467 осіб, с. Вовчатичі — 1085 осіб, с. Садки — 303 особи, с. Сугрів — 485 осіб. Густота населення с. Вербиця становить 331,21 осіб/км². Загальна площа села становить 1,41 км².
Віковий склад населення, зафіксований Всеукраїнським переписом населення 2001 року, характеризується зменшенням частки дітей у загальній кількості населення, поряд із підвищенням питомої ваги осіб у віці, старшому за працездатний, ускладнюють сучасну демографічну ситуацію в нашому селі й свідчать про старіння населення. У віковій структурі села переважають люди похилого віку, дуже незначна частка молоді до 17 років, у статевому складі переважають жінки.
Зменшення кількості населення села Вербиці пов'язують із специфікою розташування села (віддаленість від транспортних шляхів обласного значення), а також від'ємним приростом населення, що зумовлено соціально-економічними умовами, (обмеженою кількістю робочих місць, розвитком інфраструктури села), міграцією за кордон (в більшій мірі чоловіків).

### Мова
Розподіл населення за рідною мовою за даними перепису 2001 року:
| Мова       | Відсоток |
| ---------- | -------- |
| українська | 99,36 %  |
| російська  | 0,64 %   |

## Освіта, культура, релігія
Є у Вербиці загальноосвітня середня школа І-ІІ ступенів, клуб на 200 місць, бібліотека, поштове відділення, фельдшерсько-акушерський пункт, 2 магазини, побутовий комбінат, автоматична телефонна станція.
Діє дерев'яна церква святого Архистратига Михаїла 1850. Храм внесено до реєстру пам'яток архітектури місцевого значення за охоронним номером 1905-М.
На території сільської ради зареєстровано 4 релігійні громади.
ІСТОРІЯ СТВОРЕННЯ ПАМ’ЯТНИКА Т. Г.ШЕВЧЕНКУ
Як ми уже зазначали вище, кінець 80-х рр. ХХ ст. в Україні, особливо в Західній, це був період національного пробудження, прозріння, усвідомлення себе волелюбною українською нацією. Повсюдно створювались партії Народного Руху, які влаштовували всенародні віча, сходи громадян, організовували перепоховання жертв більшовицького режиму, відкриття Стрілецьких могил та пам'ятників борцям за волю. Ніщо не могло зупинити животворчих процесів незалежницького оновлення свідомості й почуттів жителів нашого краю — повсюди проростали паростки отого незламного, живучого, людяного, надихаючого, що зветься народною духовністю, українським менталітетом.
Не обминуло це всенародне піднесення і нашу Вербицю.
А почалося все у восьмирічній школі. Група вчителів-ентузіастів, що завжди носила в серці любов до всього рідного, українського — мови, історії, пісні, традицій, почала влаштовувати ранки, вечори, проводити бесіди, присвячені славним сторінкам нашої історії — боротьбі за українську самостійну державу. Та матеріалу для проведення таких заходів ми не мали. Тому розпитували у старших людей про ЗУНР, про Злуку ЗУНР і УНР, про бої на горі Маківці, про бої під Крутами, про УПА і ОУН тощо.
Серед оповідачів найяскравішою постаттю був Леськів Павло, людина начитана, з доброю пам'яттю, патріотично налаштована.
Це йому належить ідея встановлення пам'ятника Т. Г. Шевченку у нашому селі. А інша мешканка села Данчевська Степанія зразу ж вказала на місце, де можна спорудити пам'ятник — у центрі села, на роздоріжжі, на місці, де стояла колгоспна комора, яку напередодні розібрали. А захаращене місце залишилось, як  чиряк на здоровому тілі.
Ідею підхопили ми, освітяни, члени Товариства української мови  ім. Т. Г. Шевченка.
Перш за все почали готувати площу. Скликали людей, розчистили місце, вивезли сміття, почистили струмок, що протікав біля площі. Обсадили берег деревцями, кущами, квітами.
Василюк Степан віддав нам зі свого подвір'я великий камінь, який ми вирішили поставити у центрі площі на місці пам'ятника і освятили.
Домовились з отцем Богданом Гринівим, і в найближчу неділю парафіяни з церковною процесією прибули на площу. Відбулося Богослужіння, а потім — велелюдний мітинг. Люди були піднесені, віяння нового часу торкнулося всіх. Тут же вирішили збирати кошти на спорудження пам'ятника. Люди давали, скільки хто міг. Створили також оргкомітет, який очолив Василюк Степан.
Допомагали нам вихідці з села, що проживали у Львові — Неїжмак В., Крачковський С., Атаманів П. Вони зустрілися з кількома скульпторами. Нам «підійшов» (по коштах) скульптор Дзиндра Петро. Ми поїхали до нього, вибрали макет бюста і домовились про ціну.
Коштів не вистачало, і тоді ми організували і провели в клубі благодійний вечір стрілецької і повстанської пісні. До речі прийшлося нам по крихітці збирати слова цих пісень у Лалак Г., Нагребної Г., Бурчали С. та ін. Вчителі, що проживали у Ходорові, Вовчатичах, теж збирали і записували пісні. Долучився до цього і наш художній керівник Підгайний М. П. Люди старшого віку зі сльозами на очах слухали пісні своєї молодості, які десятиліттями були заборонені.
Згодом виникла потреба обгородити камінь. Знайшли осокори, знесені буревієм.  На колгоспній пилорамі їх порізали, зробили лати, штахети. На Ходорівському заводі «Поліграфмаш» дістали металеві труби. І знову колективно зробили огорожу, пофарбували її синьо-жовтим кольором. Це ще один крок до успіху.
Та робота над виготовленням бюста затримувалась через відсутність матеріалу — спеціального каменю, який добувають у Миколаївському районі. Працівники кар'єру мали добутися до сьомого пласту, що дає потрібний матеріал. Допоміг нам  у вивезенні матеріалу і доставці до скульптора у м. Львів Степан Крачковський.
Скульптор з архітектором прибули в село, оглянули місце, одобрили. Архітектор зробив проект. За проектом місцевий майстер Іванишин Степан почав роботу над основою пам'ятника та постаментом. Допомагали йому більшість чоловіків села безоплатно. Особливо добре попрацювали Атаманів С., Сенів С., Данчевський М. та ін. Тротуарну плитку з Мукачева привезли Неїжмаки Степанія і Павло.
Нарешті привезли бюст. Його встановлював на постамент кранівник Лесів А.
А далі постала проблема впорядкування площі. Знову потрібні були кошти, які збирали в громади. Робота по впорядкуванню площі пожвавішала, коли до неї долучилося правління колгоспу, який очолював Мулик П. Сюди було послано бригаду будівельників. Долучився до роботи і новообраний голова сільської ради Табін І. Будівельники виклали доріжку, зробили металеву огорожу, встановили світильники. Ми привезли з  Львівського дендропарку кущі ялівцю, туї та інших рослин, осінні квіти. Усе висадили біля пам'ятника. На  постаменті прилаштували мармурову плиту з прекрасними словами Д.Павличка:
Батьку наш, Тарасе всемогутній,
Хай світиться між народами твоє ім'я!
І ось все готове. До того в школі і у клубі йшла велика підготовка святкового концерту до відкриття пам'ятника.
Відкриття пам'ятника відбулося 20 жовтня 1991 р. Було запрошено багато гостей. На призначену годину церковна процесія прибула до пам'ятника. Відправлена молебень, було багато виступів, великий святковий концерт, в якому брали участь учні і молодших, і старших класів, і молодь села, і церковний хор.
Цей день запам'ятався всім надовго. Це була визначна подія.
Пам'ятник — не лише окраса села. Тут щорічно під час шевченківських днів відбувається вшанування пам'яті безсмертного Кобзаря — борця за волю України. А нові покоління школярів беруть шефство над пам'ятником, підтримують чистоту і порядок, висаджують квіти. Адже Т. Г. Шевченко допомагає нам і сьогодні будувати вільну демократичну державу, долати труднощі перехідного періоду і вірити в те, що «встане правда, встане воля».
ДУХОВНА  СВЯТИНЯ  –  ЦЕРКВА  АРХИСТРАТИГА  МИХАЇЛА
Майже у кожному місті та селі на нашій славній Україні є церкви. Вони відрізняються одна від одної своїми розмірами і формами. Єдиним залишається те, що храм пов'язує людину з чимось морально вищим, духовним. Мабуть, тому церква протягом століть відігравала і надалі відграватиме провідну роль у житті прихожан. Через це історія кожного населеного пункту нерозривно пов'язана із храмом.
Так, у 1740 році у селі була побудована разом з дзвіницею на дубових підвалинах та з дубового дерева церква архистратига Михаїла. На жаль, крім цієї згадки в Описі села  немає жодних відомостей про те, якою була та церква і ким  вона була збудована. А тому про це можемо лише здогадуватися, орієнтуючись, зокрема й  на тогочасну церковну архітектуру Галичини. У 1811 році релігійна громада Вербиці належала до парафії сусіднього села Сугрова. У 1856 році (за іншою версією у 1854 р.) прадіди сучасних жителів села толокою чи гуртом збудували нову церкву, яка збереглася до наших днів, очевидно, на місці попередньої церкви.
Вербицька церква стоїть на видному місці — на пагорбі, ніби піднявшись над селом. Вона невелика, збудована з дубових брусів, на кам'яному фундаменті. Будівля стоїть на підвищенні східної частини поселення. Церква хрестова у плані, одноверха, зі сходу до вівтаря прибудована рівноширока захристія, накрита трисхилим дахом.
До речі, у цій частині Жидачівщини, серед дерев'яних церков тільки у вербицькій захристія знаходиться на головній осі храму. Святиня оточена традиційним піддашшям, яке має плавні переходи на зовнішніх кутах і суміщене з покриттям захристії. Усі стіни вертикально шальовані фарбованими дошками з лиштвами. Стіни підопасання, очевидно, зашалю-вали дошками після 1990 р.
До будівлі ведуть два входи: від заходу до бабинця і також від заходу до південного крила нави. Бабинець, вівтар і бічні крила нави накриті трисхилими дахами, гребені яких увінчані маківками на вежах. Середхрестя нави завершує низький світловий восьмерик нави, накритий восьмибічним шатром з ліхтарем та маківкою.
У північно-західному кутку церковного подвір'я стоїть дерев'яна двоярусна дзвіниця, нижній ярус якої відкритий. На дзвіниці є два дзвони — великий і малий. З півночі і частково зі сходу та півдня церкву оточують старі липи. На сході від будівлі святині розташований цвинтар.
У східному напрямі від захристії знаходяться дві каплиці: одна відкрита з півкруглим кам'яним дахом, біля неї — друга невелика мурована каплиця, накрита двосхилим дахом.
Парафія церкви архистратига Михаїла с. Вербиці на даний час входить до складу Ходорівського деканату Стрийської єпархії Української греко-католицької церкви. Престольним містом єпархії є місто Стрий, а Катедральним собором — храм Успіння Пресвятої Богородиці. З 1992 року настоятелем церкви був отець Богдан Савків.
Політика комуністичного режиму (1939—1991 рр.) негативно позначилася не тільки на матеріальному стані духовних святинь, але й залишила незагоєні рани у психіці мільйонів людей усіх національностей. Комуністична ідеологія ворожо ставилася до церкви. За радянських часів багато церков, капличок та дзвіниць було безцеремонно знищено та закрито. У 1946 році радянський уряд забороняє греко-католицьку церкву, висилає до концентраційних таборів священиків, руйнує церкви, натомість насаджує російську православну віру.
Деякі храми нашого краю уціліли, як і церква архистратига Михаїла у  Вербиці.
У кінці 50-х років ХХ століття церкву у нашому селі було закрито. З церкви було забрано всю Богослужбову літературу, євхаристійний набір та багато інших цінних церковних речей. Чудотворний образ-ікона Вербицької Богородиці залишився в церкві, хоч пояснити чому — важко, бо забирали все дорогоцінне. І тільки майже через сорокалітню заборону, у 1989 році, коли Україна святкувала 1000-літній ювілей Хрещення Руси-України, церкву дозволили відкрити.
Коли наприкінці 80-х років минулого століття Прикарпаття потрапило в лавину міжрелігійних чвар, вербицька громада вогню не роздмухувала — гуртом взялася зміцнювати лише одну конфесію.
Оскільки з приходом радянської влади відпусти у селі не святкувались, перша Свята Літургія в уже відкритій церкві відбулася 15 липня 1989 року — саме на самісінькій відпуст. З цього часу наша церква святкує це велике свято щороку у першу неділю після свята апостолів Петра і Павла.
У цьому ж році, з почину тодішнього настоятеля церкви отця Богдана Гриніва, в селі організовується церковний хор під керівництвом Михайла Підгайного. Основу його сформували односельчани — колишні активісти мішаного хору 60-х років. Хор нараховував у своєму складі близько 20 чоловік. Почалася кропітка та скрупульозна робота як диригента, так і хористів. Адже треба було роздобути відповідну літературу з творами літургії, опрацювати її, розписати партитуру для чотириголосся мішаного хору, адаптувати її до рівня виконавців, вивчити та належним чином закріпити партії. Оскільки кожен з хористів мав основну роботу, доводилося часто збиратися вечорами та у вихідні дні у сільському клубі на репетиції. Відповідальність і наполегливість хористів протягом майже п'яти років існування колективу (до березня 1995 року) щоразу давали свої позитивні результати, помітним було і зростання їх професійного рівня. Під час щонедільної літургії, Різдвяних, Великодніх свят, відпустів та інших церковних служб в церкві архистратига Михаїла хор виконував твори лише українською мовою.
З приходом до церкви отця Романа Оліярника продовжилася давня традиція святкування в селі відпусту. З більшим розмахом та особливим піднесенням відзначали це свято односельчани. На запрошення до нас в ці дні приїздили священики, хори, процесії з інших сусідніх парафій. Про масштабність цього свята свідчить той факт, що на відпуст у Вербицю приїздив навіть священик з Боснії Петро Овід з дітьми.
Великої шани і поваги заслужив у жителів села нинішній парох — отець Богдан Савків, який зробив дуже багато для духовного відродження нашого села й церкви. У 2003 році до чергового святкування відпусту жителі села почали готуватися заздалегідь. Біля своїх осель, на кожній вулиці було організовано проведення толоки та благоустрою території села. Разом із священиком люди впорядкували територію біля церкви, цвинтар, могилу січовим стрільцям, пам'ятник Т. Г. Шевченку тощо.
Громадою села було зроблено Хресну дорогу та встановлено навколо церкви хрести як символ стацій Ісуса Христа по дорозі на Голгофу. Хрест — це та дорогоцінна пам'ятка, яку нам залишив Ісус Христос. На ньому Син Божий віддав своє життя задля спасіння наших душ і всього людства. Хрест освячений останньою кров'ю Ісуса. Відтак хрест став знаряддям перемоги Христової над гріхом і смертю. З того часу і донині, для християн хрест є знаменням спасіння, символом вічного поєднання із Христом.
Проща почалася з освячення Хресної дороги, і гробниці для Ісуса Христа, собором священства та відправи у парафіяльній церкві святого архистратига Михаїла. Процесійний Хрест на Хресній дорозі передавався з рук в руки священикам, прочанам, найстарішим жителям села, молоді. На закінчення Хресної дороги була відправлена спільна вервечка до Божого милосердя. Свято продовжував великий духовний концерт за участю церковного хору, дітей та молоді села. Після цього була відслужена велика Вечірня, Свята літургія (соборна). Торжество закінчилось процесією до місця ікони Матері Божої (місце, де завершувалося будівництво каплички). Відпуст проходив протягом двох днів 13-14 липня.
Архистратиг Михаїл є покровителем Вербицької церкви, а тому цей день, 21 листопада, є храмовим. Свято починається з відправи св. Літургії, в якій беруть участь священики із Ходорівського деканату та сусідньої Івано-Франківської області. У церкві вшановують всіх на ім'я Михайло і співають їм «Многая літа». До Вербиці приходять в гості люди з інших сіл і міст та односельці до своїх Михайлів.
ЧУДОТВОРНА  ІКОНА  ВЕРБИЦЬКОЇ БОГОРОДИЦІ
У церквах на Прикарпатті є чимало ікон, пов'язаних з образом Богородиці, із зображенням Матері Божої — Діви Марії з маленьким Ісусиком на руках.
З давніх віків люди зверталися до ікон, бо добре розуміли, до якого образу вони підносять свої прохання та молитви. Як предмети священного поклоніння в православній вірі, ікони використовувались у храмах, у домашній оселі, в дальній дорозі або перед початком великої справи. Люди завжди вірили, що у такий спосіб вони не тільки шанують християнських святих, як своїх заступників і покровителів у земних справах, а й роблять побожну справу захисту та спасіння своєї душі.
Чим старша ікона за віком, тим все більшого і більшого значення вона набуває, як засіб духовного єднання. «Ікона намолена, — як кажуть служителі церкви, — тими людьми, тими прихожанами, віруючими, хто звертався до неї багато років». Унікальність ікони полягає в тому, що вона містить у собі своєрідну потужну ауру, енергетику позитивної якості, що утворилась за сотні літ від спілкування з іконою величезної кількості людей. Вони несли до рукотворного образу свої думки, почуття, настрої, емоції, найсокровенніші душевні переживання. Тому лише колосальний заряд любові та добра накопичувався в іконі. А вона в свою чергу світилася цими почуттями, віддаючи їх добрим людям та зціляючи їхні стражденні душі.
Найяскравішим прикладом такого феномену є численні ікони Богородиці, і особливо — її чудотворні образи. Є і в нашій церкві архистратига Михаїла чудотворний образ-ікона Матері Божої.
Старожили розказують, що сталося це влітку 1846 року. На околиці села в старій хатині жили побожні чоловік із жінкою. У них не було дітей. Тепер на тому місці живе родина Барщинських. У старенькій хаті на стіні висів образ Діви Марії, який перейшов їм у спадок від їхніх батьків, а тим ще від їхніх.
Але одного разу ікона Пресвятої Богородиці почала випромінювати яскраве світло і воно було таким сильним, що його побачили люди, котрі працювали у полі. Збіглися односельчани, думали, що хата горить. Разом із місцевим парохом всі почали щиро молитися.
Чутка про це диво швидко рознеслася по навколишніх селах. До Вербиці почали приїжджати люди із сусідніх сіл, міст, щоб помолитися до образу Пречистої Діви Марії і випросити в Неї ласки і благодаті для себе і своєї родини.
Згодом громада села вирішила перенести ікону Божої Матері до церкви. Але ніхто із людей чомусь не міг зняти її із стіни в хаті. Зумів це зробити тільки священик, який і відніс ікону разом з процесією до Божого Храму.
Про віднову ікони Божої Матері повідомили відповідні інстанції у м. Львові. Звідти у село з митрополичої капітули приїхали священики-крилошани, які і забрали образ на експертизу, що тривала два роки.
Після оприлюднення результатів експертизи Римський Папа Блаженний Пій IX надав Вербицькій Чудотворній іконі право повного відпусту на празник Положення чесної ризи Пресвятої Богородиці. Тобто та людина, яка прийшла їй поклонитися, може отримати особливу ласку від Бога. Проща відбувається щороку на празник Положення чесної ризи Пресвятої Богородиці (переноситься на першу неділю після свята первоверховних апостолів Петра і Павла).
Зараз відновлений образ зберігається в церкві на почесному місці — над вівтарем. На відновленому образі-іконі Богородиця з маленьким Ісусиком на руках. Богоматір одягнена в червону атласну одіж, поверх котрої накинутий блакитний плащ. Голова Божої Матері та Ісуса оточена діадемою сіяючих зірок. Руки її ніжні, пальці витончені. На лівій руці тримає дитятко Ісуса. Обличчя миле, уста дуже гарні. В очах Діви Марії все: і безмежна любов, і величезний сум, і всеохоплююче знання про долю тих, хто звернувся до Богородиці. Головне, що у цьому образі відчувається духовна підтримка, розуміння та пробачення тих, хто в скорботі і печалі живе та несе свій хрест.
Щоразу приходять до церкви люди, аби помолитись перед чудотворною іконою Пречистої Діви Марії і попросити в неї помочі, опіки і покрова. Вірні розуміють, що це Боже знамення оберігає їх від усіх бід. Так і є. Стихійні лиха, які не  раз завдавали чимало шкоди населеним пунктам Ходорівщини, обминали вербицьку землю. Ми є щасливими, і це щастя нам дароване Богом.
У роки незалежності України громада села на тому місці, де з'явилася Матінка Божа (на подвір'ї Барщинських) спорудила невелику капличку. Освячення провів отець Богдан Савків. Тут можна помолитися, запалити свічку, знайти душевний спокій.
ЛЕГЕНДА   ПРО   ВЕРБИЦЬКУ  БОГОРОДИЦЮ
Згідно з переказами старожилів, колись дуже давно у нашому селі об'явилася Богородиця.
На тому місці, де у свій час у селі знаходився фельдшерсько-акушерський пункт, колись була невелика хата, в якій мешкала пані вчителька. У неї була служниця.
Одного погожого дня зібралася ця наймичка піти по воду до криниці, що була у березі. Прийшовши до криниці, вона поставила порожні відра і заходилася набирати воду, аж раптом побачила у воді незвичайне сяйво. Вона дуже перелякалася, не знала, що діється, покинула все і побігла до господаря цієї криниці, кажучи: «Татусю, ідіть до криниці, в ній якесь „стерво“ є». Коли вони обоє прийшли до криниці, то побачили тільки кінчик образа Пречистої Діви Марії.
Пречиста Діва Марія образилася на такі слова наймички і підземними водами дійшла аж до Зарваниці, що на Тернопільщині. Там вона теж об'явилася. Коли згодом священик освячував чудотворний образ-ікону, то із зворотної сторони був напис: «Вербицька родичка, мешканка Зарваницька».

## Пам'ятки
- Церква Святого Архистратига Михаїла[d];
- Могила невідомого козацького сотника часів визвольної війни 1648—1654 років[d];

## Відомі люди
Народилися
- Роман Кремар (1886—1953) — український громадсько-політичний діяч, журналіст та видавець у Канаді.
- Ратич Степан Пилипович (1890—1968) — український греко-католицький священник, громадський діяч.
- Ватаманюк Ярослав Петрович (1963) — український футболіст, захисник.

## Фотографії

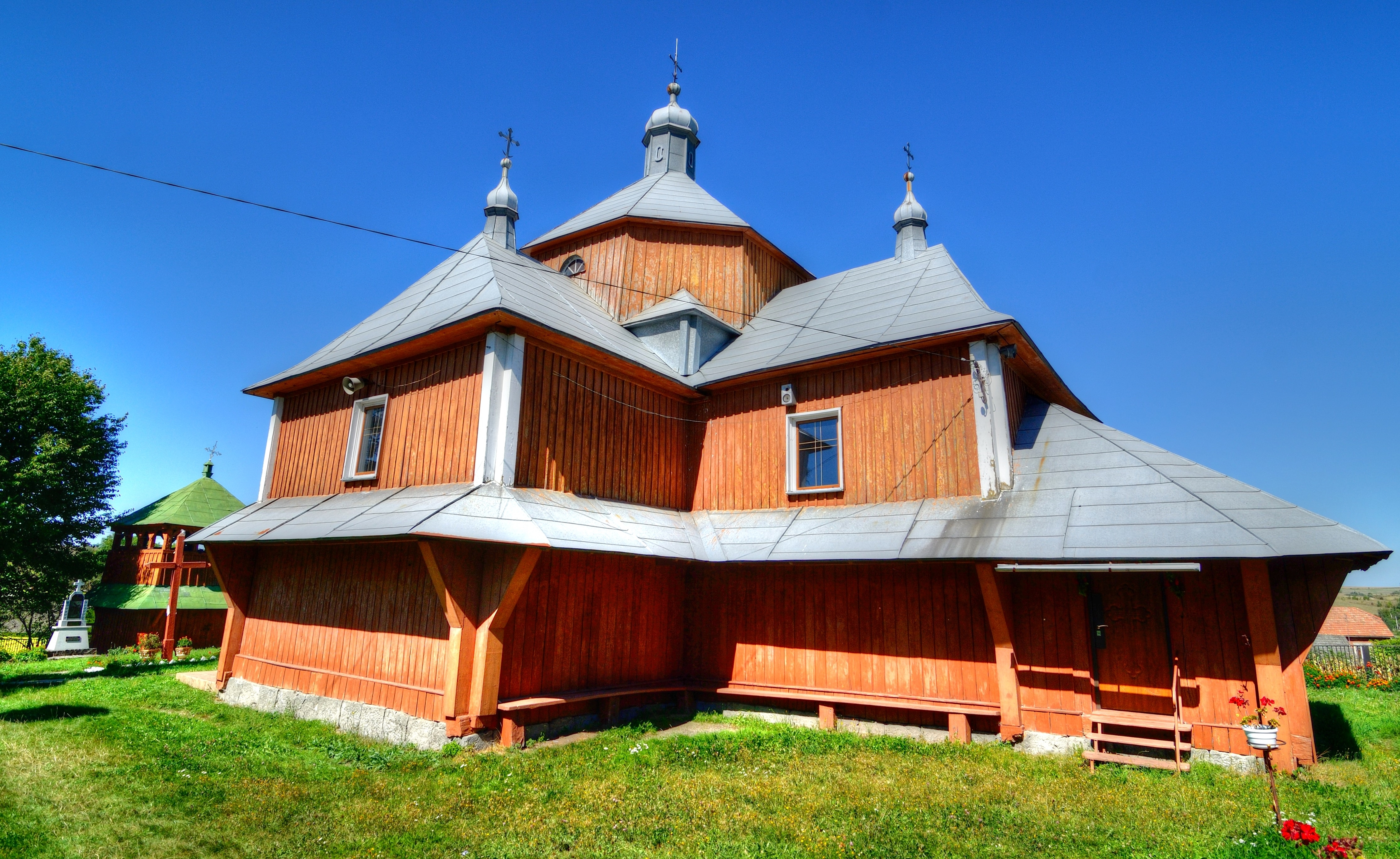
Церква
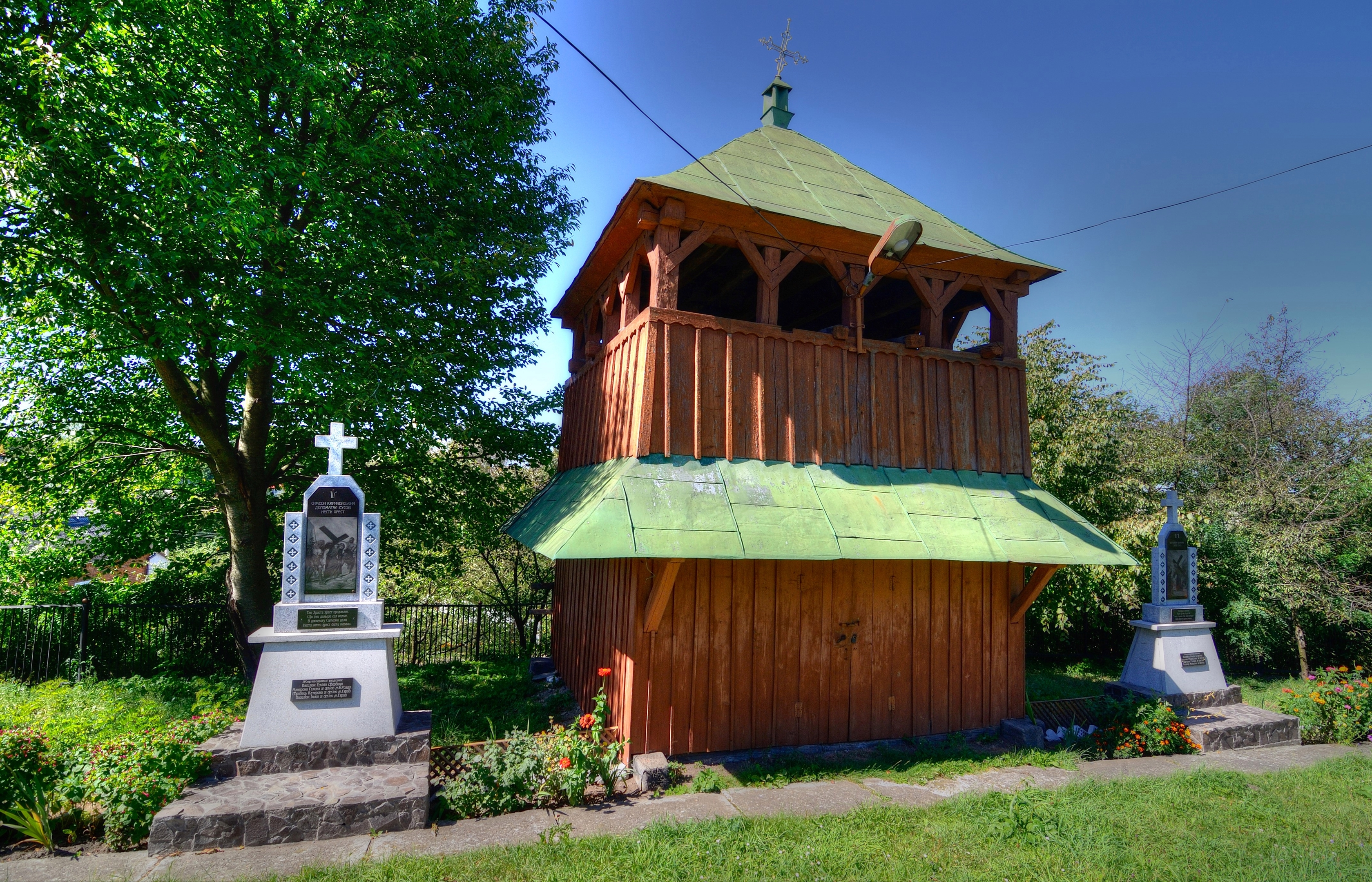
Дзвіниця
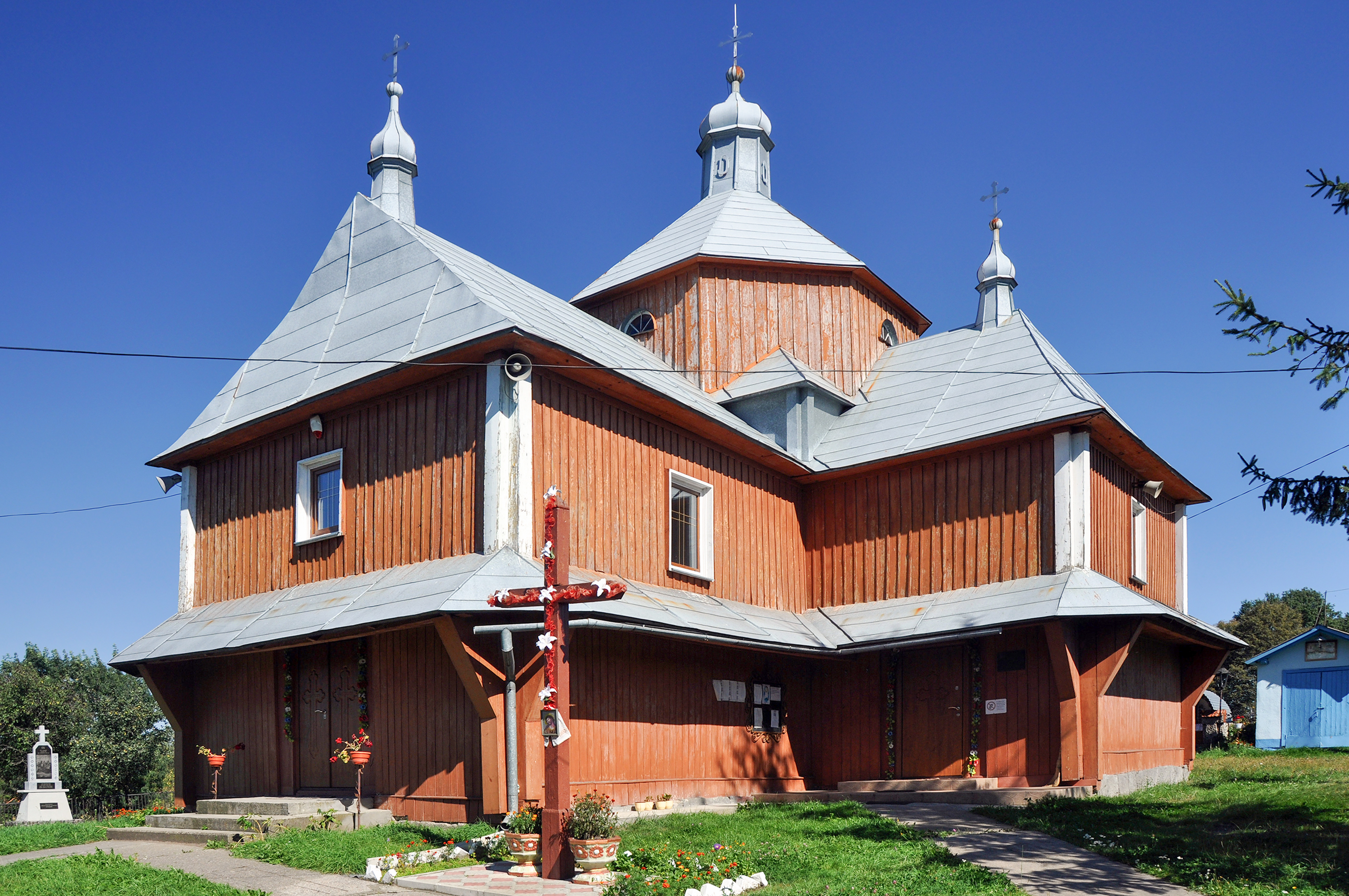
Церква святого Архистратига Михаїла